# Juan José García Martínez
Juan José García Martínez (Murcia, España; 16 de mayo de 1987), conocido como Juanjo García, es un futbolista español que juega como defensa y su equipo actual es el Racing Murcia FC del Grupo XIII de la Tercera División de España de España.

## Trayectoria
Juanjo se formó en las categorías inferiores del Real Murcia. Acto seguido se fue a las filas del Real Jaén, Lorca, La Roda, Nástic de Tarragona y Melilla. Con los tarraconenses llegó a jugar el play off de ascenso a Segunda. Sumado a ello, ha sido internacional con la sub-16 y 18.
En la temporada 2014/15 juega en la UD Melilla un total de 35 partidos y sumó 3115 minutos y anotó un gol.
En 2015 firma por el Cádiz C. F. para ascender a la segunda división. Tras dos temporadas en el Cádiz CF, en enero de 2017 el lateral regresaría a casa para jugar en el Real Murcia.
Durante la temporada 2017-18, jugaría en las filas del CF Lorca Deportiva y en la siguiente campaña la jugaría en el Club Deportivo Badajoz del Grupo IV de Segunda División B.
Comenzaría la temporada 2019-20 en las filas del Club Deportivo Guijuelo del Grupo II de Segunda División B y en el mercado de invierno, reforzaría al Internacional de Madrid del Grupo I de Segunda División B.
En junio de 2020, el 'Pájaro' como le apodan, regresa a la Región de Murcia tras su pasos anteriores por el Real Murcia y el Lorca Deportiva. El defensa, que acumula más de doscientos partidos en Segunda B, acepta la propuesta del Racing Murcia FC para jugar en el Grupo XIII de la Tercera División de España.

## Clubes
| Club                          | País   | Año             |
| ----------------------------- | ------ | --------------- |
| Real Murcia B                 | España | 2006-2010       |
| Jaén                          | España | 2010-2011       |
| Lorca Atlético Club de Fútbol | España | 2011-2012       |
| La Roda CF                    | España | 2012-2013       |
| Club Gimnàstic de Tarragona   | España | 2013-2014       |
| UD Melilla                    | España | 2014-2015       |
| Cádiz C. F.                   | España | 2015-2017       |
| Real Murcia                   | España | 2017            |
| CF Lorca Deportiva            | España | 2017-2018       |
| Club Deportivo Badajoz        | España | 2018-2019       |
| Club Deportivo Guijuelo       | España | 2019            |
| Internacional de Madrid       | España | 2020            |
| Racing Murcia FC              | España | 2020-Actualidad |